# Ejército Revolucionario del Pueblo (Argentina)
El Ejército Revolucionario del Pueblo (ERP) fue una organización guerrillera de orientación ideológica guevarista de la Argentina, que constituyó la estructura militar del Partido Revolucionario de los Trabajadores, de orientación marxista, liderado por Mario Roberto Santucho durante los años 1970. Hacia principios de 1977 la organización del ERP quedó desarticulada tras el Operativo Independencia (1975).

## Fundación
En el V Congreso del PRT realizado el 30 de julio de 1970 y por iniciativa de Mario Roberto Santucho, su esposa Ana María Villarreal, Luis Pujals, Enrique Gorriarán Merlo, Benito Urteaga, Domingo Menna, José Joe Baxter y Jorge Carlos Molina entre otros delegados, fundaron el Ejército Revolucionario del Pueblo para encarar la guerra revolucionaria obrera y socialista, tomar el poder en la Argentina y lograr un territorio liberado (provincia de Tucumán). El ERP nace a partir del Partido Revolucionario de los Trabajadores (PRT) organización trotskista, pero no se considera a sí mismo el brazo armado de dicha organización; si bien acepta la presencia de comisarios políticos de la misma.
El ERP sostuvo una estrategia de guerra popular prolongada, entendiendo el foco como parte de la guerra, así como las insurrecciones y puebladas como puntos de esta misma. A partir de estos primeros enfrentamientos se esperaba que se iniciara una guerra revolucionaria de carácter popular y prolongado, según los conceptos maoístas y del Vietcong.
Si bien los miembros del Buró Político del PRT siempre bregaron por la necesidad del desarrollo cualitativo y cuantitativo como estructura política, el ERP, su estructura armada, acrecentó su representatividad en virtud de la repercusión de las acciones militares desplegadas, logrando ampliar considerablemente su convocatoria de militantes y cuadros desde esta nueva perspectiva, desplegando su máxima actividad entre los años 1970 y 1975.

## Objetivo
Los objetivos declarados por el Ejército Revolucionario del Pueblo ERP eran lograr inculcar el socialismo y establecer un Estado socialista en la Argentina, además de extender sus ideas al resto de América Latina. Para esto último el ERP, formó la Junta de Coordinación Revolucionaria, que también integraban el Movimiento de Liberación Nacional (Tupamaros) de Uruguay, el Movimiento de Izquierda Revolucionaria (MIR) de Chile y el Ejército de Liberación Nacional (ELN) de Bolivia.

## Organización

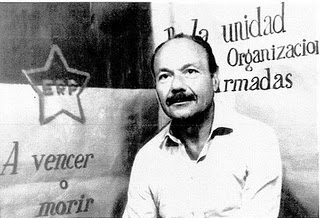
Oberdan Sallustro en manos del ERP, luego sería asesinado por sus captores

A partir de 1973 el objetivo del ERP sería convertirse en un ejército guerrillero. Por ello, adquiere un carácter fuertemente jerárquico y piramidal: cada zona debía formar un pelotón, cada regional importante debía formar una compañía y las regionales Gran Buenos Aires y Tucumán debían contar cada una con un batallón. El PRT dividía al país en dos zonas operativas: urbana y rural, donde Buenos Aires ocupaba el centro de la primera, mientras que Tucumán lo era de la segunda. Siguiendo este concepto la unidad más pequeña era la escuadra (integrada: entre ocho a doce combatientes) y su jefe tenía el grado de sargento; tres escuadras formaban un pelotón (20 a 30 integrantes) cuyo responsable tenía grado de teniente; la unión de tres pelotones formaban una compañía (90 combatientes, que podía sumar a 100 incluyendo los militantes de logística), comandada por un capitán y un Estado Mayor. Por último, tres compañías constituían un batallón (entre 250 y 300 combatientes), cuyo jefe era un comandante con su Estado Mayor.
El ERP, según aquel diagrama, formó la Compañía de Monte Ramón Rosa Jiménez (Tucumán), y las Compañías urbanas Decididos de Córdoba, Combate de San Lorenzo (Paraná), Héroes de Trelew, José Luis Castrogiovanni y Guillermo Pérez, estas tres últimas constituyeron el Batallón urbano José de San Martín, de Buenos Aires, cuyo bautismo de fuego fue el asalto al cuartel militar de Monte Chingolo.

## Operaciones guerrilleras

### Primeras acciones entre 1970 y 1972

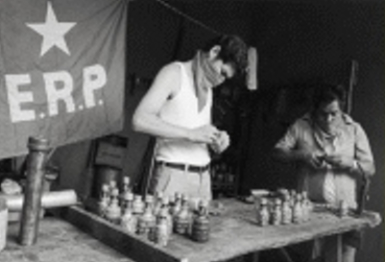
Fabricación de bombas artesanales por parte del ERP

Durante los primeros años las acciones fueron menores, consistiendo en «desarmes» (consistía en quitar el arma) de policías y militares, asaltos sorpresas contra comisarías, robos de armerías, casas de venta de pelucas en general todas con el objeto de obtener armamento y otros suministros para la guerrilla.
Para recaudar los fondos usados para sostener la lucha armada, el PRT-ERP realizó asaltos a bancos y muy posteriormente cuarteles militares, así como también realizó secuestros extorsivos de empresarios de grandes empresas.. A principios de 1969, Santucho dirigió en el plano operativo el primer comando que asaltó el Banco Provincia de Belén de Escobar llevándose unos 213 mil dólares.
Otra acción guerrillera ocurrió el 18 de septiembre de 1970, cuando asaltaron una comisaría de Rosario y mataron al sargento Félix Ocampo y del cabo 1° Eugenio Leiva. El 15 de marzo de 1971, durante el segundo Cordobazo o Viborazo, la bandera del ERP flameó en lo alto de la Plaza Vélez Sarsfield en la ciudad de Córdoba, que estaba colmada de columnas obreras. El 17 de abril de 1971 fueron muertos en un enfrentamiento con la policía cordobesa Polti, Lezcano y Taborda, quienes fueron los tres primeros miembros del ERP en morir en enfrentamientos armados. A partir de ese momento el PRT tuvo un notable crecimiento, sumando contingentes de jóvenes de grandes centros fabriles. 

### Asalto al BANADE
El 29 de enero de 1972, los Comandos Luis Pujals y Segundo Gómez el ERP realizaron o el mayor robo a una entidad financiera, el Banco Nacional de Desarrollo; además de sus $ 450 000 000, propinó un golpe político excepcional al militar, por la ubicación estratégica del banco: a metros de la Casa Rosada, la SIDE y otros edificios del gobierno nacional. Posteriormente se filmó la película documental Seré Millones acerca de esta importante operación. La guerrilla era una experiencia nueva en un contexto de golpes de Estado y proscripciones políticas y la dictadura no tenía capacidad de respuesta para este tipo de acciones.

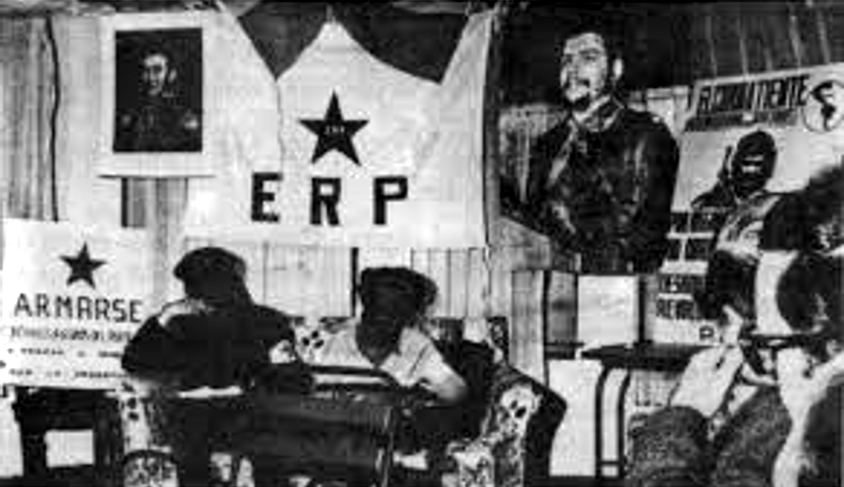
Operativo Independencia para desarticular al ERP. Tucumán, Argentina.

El 17 de marzo de 1972 guerrilleros del ERP irrumpieron en la casa del comandante principal de la Gendarmería Nacional Pedro Agarotti, asesinándolo a balazos. El 10 de abril de 1972 miembros del ERP asesinaron a Oberdan Sallustro, un empresario de ciudadanía italiana que tenían secuestrado. Tras el pago de un millón de dólares fue liberado Aaron Beilenson luego de ser secuestrado por el ERP en mayo de 1973.

### Copamiento del Batallón de Comunicaciones 141
El 18 de febrero de 1973 a las 0:30 horas de la mañana comenzó el deslazamiento de la primera compañía organizada Decididos de Córdoba que asaltó el Batallón de Comunicaciones 141 del Ejército Argentino, ubicado cerca del Parque Sarmiento, en la ciudad de Córdoba, y lo tomó en una operación sin bajas de ningún lado: no se disparó un solo tiro en la acción. En ese momento se encontraban en el cuartel un teniente primero, un subteniente, cinco suboficiales, y unos 100 soldados conscriptos. Todos fueron reducidos. No hubo bajas en ninguno de los dos bandos. Se apropiaron de casi dos toneladas de armamento (74 fusiles FAL, 2 fusiles FAP, 112 pistolas, 2 ametralladoras MAG, 5 lanzagranadas, 74 pistolas ametralladoras, 600 proyectiles para fusil y demás municiones), que servirán para las unidades que abrirían un frente rural en Tucumán. Las armas se cargaron en un camión del batallón. Esta acción fue dirigida por un joven cuadro militar, Juan Eliseo Ledesma que tenía 21 años y planificada y supervisada por el mismo Santucho. Este último no participó directamente de la acción debido a la prohibición por parte del CC del PRT de que lo hiciera en operaciones militares. 
El otro jefe de la operación fue el Negro Mauro, Carlos Germán. Participaron los comandos 29 de mayo, Che Guevara, Lezcano-Polti-Taborda, Jorge Luis Sbédico, Ramiro Leguizamón y Ferreyra Martínez. Los guerrilleros se acercaron en varios autos y penetraron en la unidad militar a la 1:10.Cincuenta minutos después coparon el puesto número 8, que fue entregado por un soldado conscripto captado por la guerrilla, Félix Roque Giménez, permitió al ERP el copamiento del Batallón de Comunicaciones 141 y, según un número extra de la revista Estrella Roja, fue condecorado. En pocos minutos se redujeron los puestos 5,6 y 7. Luego redujeron al pelotón de relevo de guardia y penetraron en la guardia de prevención y tomaron control del puesto 1 de guardia. Solo realizaron tres disparos de FAL. A las 5:30 de la mañana abandonaron el cuartel rumbo a los depósitos del ERP (Plis Sterenberg,2011).
Carlos Germán participó en la planificación de la operación junto al "cabezón" Pedro, que era el responsable militar. La única situación de resistencia por parte de los militares fue cuando un oficial que ingresaba a la unidad estacionó su auto y percibió movimientos extraños y procedió a sacar su pistola calibre 45. Carlos Germán se da cuenta y se le tira encima y le pega una cabezazo en la cara que lo deja confuso y de esa manera le arrebatan el arma (Flores, 2006).
Fue el primer copamiento de un cuartel militar argentino. El impacto de la acción se transformó en un coro en las venideras movilizaciones políticas: "Cinco por uno/no va a quedar ninguno/tenemos los fusiles del ciento cuarenta y uno". En esta acción participó el "Gordo" Ivar Brollo. El tío de Ivar vivía cerca del cuartel, en el barrio Jardín Espinosa a dos cuadras del mismo sobre la calle Los Hornos, que ya no existe. Las armas capturadas al Ejército estuvieron guardadas en el fondo de la casa, algunas enterradas y otras colgadas de los árboles. Lanusse declaró acerca de este hecho en la revista Nueva Plana: "Mi opinión personal es que lo sucedido en Córdoba es lo más grave que ha sucedido desde que soy presidente. Mas grave aun que la muerte de un general o un almirante".

### Proclama de marzo del 73
Después de las elecciones del 11 de marzo de 1973 en la cual ganó la fórmula Cámpora-Solano Lima, el PRT lanzó una proclama titulada «Por qué el ERP no dejará de combatir, Respuesta al presidente Cámpora» donde reconoció la legitimidad del gobierno electo y anunció que no iba a atacar con las armas, pero advirtió que no cesaría su lucha armada «contra el Ejército opresor y las empresas imperialistas». Cámpora asumió la presidencia el 25 de mayo de 1973. El texto fechado el 13 de abril de 1973 decía: "El gobierno que el Dr. Cámpora presidirá representa la voluntad popular. Respetuosos de esa voluntad, nuestra organización no atacará al nuevo gobierno mientras éste no ataque al pueblo ni a la guerrilla...nuestra organización seguirá combatiendo militarmente a las empresas y a las fuerzas armadas contrarrevolucionarias. Pero no dirigirá sus ataques contra las instituciones gubernamentales ni contra ningún miembro del gobierno del Presidente Cámpora. En cuanto a la policía, que supuestamente depende de Poder Ejecutivo, aunque estos últimos años ha actuado como activo auxiliar del ejército opresor, el ERP suspenderá los ataques contra ella a partir del 25 de mayo y no la atacará mientras ella permanezca neutral, mientras no colabore con el ejército en la persecución de la guerrilla y en la represión a las manifestaciones populares".

### Fracturas del PRT-ERP ante la vuelta del peronismo
Ante la vuelta al poder del peronismo, a partir de las elecciones de marzo de 1973, surgieron discrepancias con respecto a la caracterización del peronismo y la lucha armada, el PRT sufrió dos escisiones que tuvieron más significado político que impacto en su organización, ya que se restringieron a zonas como Gran Buenos Aires, Capital y La Plata: el ERP-22 de Agosto integrado por militantes que cuestionaban la franca oposición a Perón, se vincularon a la Tendencia Revolucionaria del peronismo, y desaparecieron como grupo posteriormente. Por otro lado apareció la Fracción Roja, que cuestionaba la continuidad de la lucha armada tal como la llevaba adelante el PRT hasta ese momento. La Fracción Roja se reinsertó en la IV Internacional. Entonces en 1973 se escindieron del ERP esas dos alas: la trotskista tomó el nombre de PRT-ERP (Fracción Roja) y la pro-peronista pasó a llamarse ERP-22 de agosto.

### Copamiento de Atucha y otras acciones
El 25 de marzo el ERP realiza el copamiento de la central termonuclear de Atucha y el 29 el de una planta en Santa Fe. Un grupo de alrededor de 13 miembros del Ejército Revolucionario del Pueblo en “una rápida y sorpresiva acción” produce el copamiento de la Central Nuclear. Durante el hecho, se produce un tiroteo, se roba armamento y es reemplazada la bandera nacional por una del ERP.
El 30 del mismo mes de marzo muere el soldado conscripto Julio Provenzano, perteneciente al ERP, al estallarle un artefacto explosivo que estaba colocando en el Edificio Libertad, sede del Comando en Jefe de la Armada. El 3 de abril es secuestrado el contraalmirante Francisco Agustín Alemán por una pareja de guerrilleros compuesta por Magdalena Nosiglia y Oscar Ciarlotti (sobrino del Contralmirante).
El 30 de abril de 1973, un grupo de guerrilleros del ERP 22 de agosto mató al vicealmirante Hermes Quijada.
El 18 de junio de 1973, el ciudadano estadounidense John Thompson —presidente de la empresa Firestone— fue secuestrado por militantes del ERP en el barrio de Lomas de Zamora. Según el autor alemán Walter Laqueur, el ciudadano estadounidense fue liberado el 5 de julio tras el pago de tres millones de dólares.

### Asalto al Comando de Sanidad del Ejército
Su segundo gran golpe militar fue el asalto al Comando de Sanidad del Ejército Argentino, ubicado en la Capital Federal y fue llevado adelante por catorce miembros de la compañía José Luis Castrogiovanni del ERP, incluidos dos integrantes de la Regional. Cámpora ya no gobernaba Argentina sino que había renunciado en julio de 1973 y el presidente era Lastiri. El 6 de septiembre de 1973, a la 1:30 de la madrugada a pesar de que en 30 minutos y ayudados por el soldado dragoneante Hernán Invernizzi que revistaba en la unidad militar los guerrilleros toman las guardias y copan las instalaciones (donde cargan 150 fusiles FAL y municiones), dos soldados conscriptos logran escapar a las 03:30 y avisan a la policía, que rápidamente rodea las inmediaciones del Comando de Sanidad junto a un comando del ejército. A las 04:30 estaban completamente rodeados. Primero llegó un contingente de soldados al mando del teniente Shaw y luego el teniente coronel Raúl Duarte Ardoy, segundo jefe del Regimiento de Infantería Número 1 Patricios, al mando de otro contingente de 50 soldados. Ese grupo instaló cañones de pequeño calibre y ametralladoras pesadas. Durante una breve tregua los guerrilleros entregan a un soldado y teniente heridos. Se produce una breve tregua en la cual los guerrilleros parlamentan con el general Juan Bautista Sasiaiñ y exigen la presencia de un juez para garantizar su vida en caso de rendición. A las 05:50 Sasiaiñ intima a la rendición y ante la negativa del grupo guerrillero se inicia otro tiroteo. Se combate principalmente sobre la calle Combate de los Pozos. Duarte Ardoy, intenta ingresar por la calle Pasco, salta un muro con sus hombres y recibe un tiro desde una ventana que lo hiere gravemente. Ardoy moriría posteriormente a causa de la herida. El ejército usó artillería y cinco horas más tarde del inicio de la operación el grupo del ERP se rinde a las 06:50.Trece guerrilleros fueron detenidos y remitidos a la Superintendencia de Seguridad Federal, permaneciendo presos hasta el año de 1983.
El último número legal (de venta en quioscos) de Estrella Roja junto con el parte de guerra de esta acción tenía una nota que llamó mucho la atención. La nota referida era muy llamativa puesto que se "destacaba públicamente a quien oficiara de responsable político y que aún estando en contra de la acción por las circunstancias políticas, disciplinadamente asumió y acató la responsabilidad de la dirección y asumió las tareas durante la misma, además tuvo que asumir la dirección militar ante la defección de quien operaba como jefe militar. Rendirse significaba propiciar "otro" Trelew, por lo tanto la consigna era resistir hasta vencer o morir si se daba el caso. Pero quien debió asumir la responsabilidad militar, fue el último en rendirse ante la evidencia que todos los demás habían desobedecido la consigna y sus órdenes de preparar la resistencia y se habían rendido. En el Estrella Roja posterior había una nota que decía: "... efectivamente, cuando hablamos del Negro, nos referimos al compañero Carlos Ponce de León". Esta actitud desde entonces marcó a muchos militantes, porque no se hacía público un nombre si el compañero no caía muerto. Hubo tres heridos, un soldado, un teniente y un guerrillero.
Como consecuencia de este frustrado asalto al Comando de Sanidad, el 23 de septiembre por decreto del PEN el presidente Lastiri declara ilegal la actividad del PRT-ERP mediante el decreto 1443/73. La acción militar del ERP provocó el repudio de casi todo el arco político. Inclusive Montoneros condenó la misma. La CGT por su parte criticó duramente al ERP.
El 15 de noviembre, el ERP copó una escuela primaria en la ciudad de Tucumán. El 29 de noviembre, en Córdoba, el ERP ocupó la escuela primaria «Alas Argentinas». Todas estas acciones eran de propaganda armada.

### Acciones de 1974

#### El ataque al regimiento de Azul
La tercera gran acción militar del ERP, el asalto de la guarnición militar de Azul, en la provincia de Buenos Aires el sábado 19 de enero de 1974, fue llevada a cabo por aproximadamente 80 guerrilleros de la compañía Héroes de Trelew de Córdoba a las órdenes de Enrique Gorriarán Merlo y Hugo Irurzun "Capitán Santiago". Otras fuentes señalan que los guerrilleros eran dos grupos de 120 cada uno, es decir 240.El trabajo de Yofre y que según su autor se basó en el informe realizado por coronel Horacio Guglielmone hijo, participante del combate, afirma que los atacantes estaban separados en dos escalones o grupos de 120 miembros cada uno, es decir 240 guerrilleros. La cifra parece exagerada. El trabajo del historiador Marcial Luna (2016) detalla los equipos de combate conformados por los guerrilleros e informa un total de combatientes del ERP de 56 miembros.   
Había dos unidades militares del Ejército Argentino en la ciudad de Azul: el Grupo de Artillería Blindado 1 "Coronel Martiniano Chilavert" y el Regimiento de Caballería de Tiradores Blindado 10 “Húsares de Pueyrredón”. A nivel político se estaba discutiendo endurecer el código penal y Perón estaba en proceso de enfrentamiento con la Tendencia Revolucionaria.  
Previo al ataque un grupo de combatientes del ERP copó la casa quinta del doctor Miguel A. Inza, aproximadamente a tres kilómetros del objetivo, amordazó al casero, y comenzó a concentrar el grueso del “escalón Asalto”. Allí instalaron una posta sanitaria y distribuyeron los uniformes y armamentos. El otro escalón de contención permaneció en los alrededores en apoyo del primero, para bloquear cualquier concurrencia de auxilio a la guarnición atacada y apoyar el escape de los atacantes y los camiones.
En esa oportunidad, los guerrilleros disfrazados como soldados argentinos, lograron copar la Guardia Central, varios puestos de vigilancia y el Casino de Oficiales, pero encontraron una nutrida resistencia en la zona de Baterías y la Plaza de Armas. Vestidos con uniformes verdes de combate y con cascos de los usados por el ejército, entraron al cuartel a las 23:40, agazapados y en fila india, por el polígono de tiro y se apoderaron del puesto de guardia 3. La lucha siguió hasta que Gorriarán Merlo decidió la retirada y la puso en marcha sin avisar al otro grupo de contención. Abandonado así por su propia conducción, el grupo fue rodeado y tras su rendición dos de los detenidos fueron desaparecidos, entre ellos el obrero metalúrgico Montenegro de Buenos Aires. Se argumentó una falla en las comunicaciones, lo que motivó que los 17 guerrilleros no recibieran la orden y quedaran atrapados en el cuartel. Existen versiones encontradas de lo que ocurrió después. 
Según dirigentes del ERP, el coronel Camilo Arturo Gay, jefe del Regimiento de Caballería De Tiradores Blindado 10, fue muerto durante un tiroteo cuando se resistió a ser capturado. Otras versiones, incluyendo el testimonio de Silvia Ibarzábal, hija del jefe del coronel secuestrado, sostienen que el coronel Camilo Gay y su esposa Hilda Irma Cazaux fueron asesinados por los guerrilleros y que el coronel Ibarzábal cesó su resistencia ante las amenazas de asesinato a la familia de Gay. Ibrzábal fue sacado en un vehículo y conducido a una de las llamadas cárceles del pueblo. Tras un cautiverio de diez meses, Ibarzábal fue ejecutado por un miembro del ERP durante un enfrentamiento con un control caminero en San Francisco Solano.

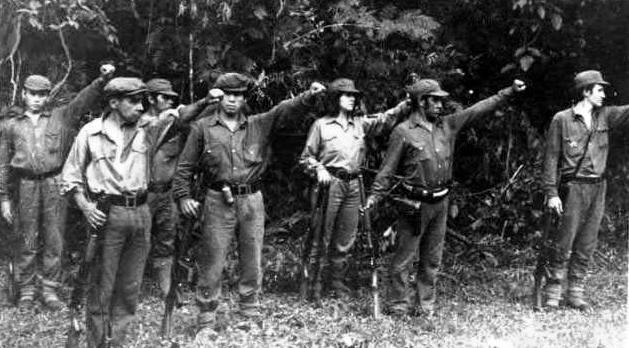
Guerrilleros del ERP

Las bajas militares fueron: Gay y su mujer, el soldado Daniel Osvaldo González –asesinado en su puesto de guardia 4–, y el teniente primero Alejandro Domingo Carullo, jefe de servicio ese día, gravemente herido pero sobreviviente. Las bajas del ERP fueron: Guillermo Pascual Altera, muerto, y Héctor Alberto Antelo y Reinaldo Roldán, detenidos y luego "desaparecidos". Es decir tres muertos.
El ERP sufrió la baja de cinco guerrilleros (dos de ellos capturados con vida fueron desaparecidos) mientras que otros 12 combatientes fueron detenidos. Como consecuencia de esta acción, el presidente Perón acusó de tolerancia culposa al gobernador de la provincia Oscar Bidegain (quien era apoyado por la Tendencia Revolucionaria del Peronismo), provocando que días más tarde este renunciara a su cargo. Gran parte de los partidos políticos condenaron el ataque. Mario Roberto Santucho lo consideró como "una derrota militar, pero un éxito político". (Seoane, 1991).
La dirección política y militar (PRT) removió de la dirección del comité militar Buenos Aires a Enrique Gorriarán Merlo rebajándolo de militancia. A este no se lo volvió a ver por la Regional Capital hasta después del Comité Central Ampliado Antonio del Carmen Fernández realizado en Moreno y en el cual fueron atacados por el Capitán Leonetti teniendo más de 13 bajas los reunidos allí. Desde entonces, su presencia en reuniones de unidades militares de Capital y Buenos Aires fue bastante habitual, encontrándose reunido con la Escuadra Alberto Giachello justo en el momento del ataque al depto de Villa Martelli por parte del grupo de Leonetti donde cayó herido Santucho, y los demás miembros de la dirección histórica que fueron detenidos, secuestrados y desaparecidos.
Según María Seoane (1991) el ataque a Azul tuvo tres claros propósitos políticos: provocar a Perón para que se mostrara como defensor de las Fuerzas Armadas, demostrar a los trabajadores que el ERP no los traicionaba y era capaz de conducirlos en la revolución social, y conseguir armamento para la guerrilla rural.

#### Otras acciones armadas
En Buenos Aires, en abril de 1974, Exxon pagó 14.5 millones por la liberación del gerente de su refinería argentina ESSO, Víctor E. Samuelson (de ciudadanía norteamericana) cautivo del PRT-ERP desde el 6 de diciembre de 1973.
 El 21 de mayo un grupo de quince hombres intenta copar sin éxito el cuartel del Grupo de Artillería de Defensa Aérea 141 de San Luis. El 29 de mayo el ERP intenta sin éxito un ataque contra el Batallón de Comunicaciones 121 con asiento en la ciudad de Rosario (Fraga,1988). El 26 de julio del mismo año, el grupo copó las instalaciones de la fábrica NORWINCO. Ese mismo día Compañía de Monte "RAMÓN ROSA JIMÉNEZ" expropió un camión del Ingenio San Pablo que transportaba 385 bolsas de azúcar.

#### Villa María y Catamarca
La cuarta gran operación tenía por objeto ser una demostración de fuerza al atacar en simultáneo la Fábrica Militar de Pólvora y Explosivos de la localidad de Villa María, donde fue capturado el coronel del Ejército, Argentino del Valle Larrabure y al Regimiento de Infantería Aerotransportado 17 de Catamarca, en agosto de 1974; la primera acción fue realizada por la compañía Decididos de Córdoba, al mando de Juan Eliseo Ledesma y la segunda por la Compañía de Monte Ramón Rosa Jiménez, comandada por Juan Manuel Carrizo y Hugo Irurzun (Capitán Santiago). El ataque comenzó el 11 de agosto. En la Fábrica Militar de Explosivos de Villa María, el ERP ingresó con la ayuda del soldado conscripto Mario Pettigiani que dominó la guardia aprovechando que estaba asignado a la fábrica y luego de una hora de combate logró el copamiento de la unidad, de donde retiró más de 100 fusiles FAL, 4 MAG, 60 pistolas ametralladoras PAM-M3A1, varios morteros, otras armas y municiones varias. Se tomaron dos toneladas de armas y municiones. Al igual que en Azul, se intentó capturar al jefe de la fábrica, el coronel Aldo Guardone, quien resistió desde su domicilio. Es secuestrado el subdirector, el teniente coronel Julio Argentino Larrabure (Fraga,1988). En esa acción cayeron dos combatientes del ERP: uno de ellos fue Ivar Brollo (Manuel o Manolete). El otro fue Juan Carlos Boscarol (Chanchón).
En Catamarca la operación fue un rotundo fracaso, pues la fuerza guerrillera compuesta por 40 guerrilleros fue descubierta antes del ataque y el mando del ERP ordenó la retirada el 10 de agosto. La columna guerrillera se desplazó en micro desde Tucumán a Catamarca simulando un viaje estudiantil. A 12 km de la capital en la zona de Banda de Varela el contingente se reúne con una camioneta asignada para el traslado de armamento. Allí son vistos por unos ciclistas que avisan a la policía. La policía choca con la fuerza guerrillera y mueren dos guerrilleros en el combate y uno resulta herido. Los guerrilleros de dividen en dos grupos en medio de la oscuridad de la noche. Mientras su Estado Mayor, junto a Hugo Irurzun, logra replegarse hacia el monte tucumano en dos patrulleros tomados a los policías, el otro grupo quedó en Catamarca, dirigido por el dirigente azucarero Antonio del Carmen Fernández. Fueron perseguidos por la policía y luego los militares. Intentan escapar a pie. 9 guerrilleros fueron apresados y otros 19 escaparon y acamparon cerca de Capilla del Rosario. De este grupo, 5 militantes fueron detenidos en las primeras horas del 12 de agosto cuando salieron en reconocimiento del lugar y para buscar provisiones. En tanto un contingente policial se dirigió al campamento pero los guerrilleros lograron rechazarlos por lo cual intervino el Regimiento de Infantería Aerotransportada 17 con 60 soldados. Cercados en los cerros, los 9 guerrilleros combaten contra el ejército durante 4 horas, hasta que al quedarse sin municiones deciden rendirse; después de la rendición, los soldados comenzaron a golpear a los prisioneros y luego los fusilaron, en lo que se dio en llamar la Masacre de Capilla del Rosario.  
María Seoane señala que era la primera vez que el Ejército Argentino intervenía en la represión y salía de sus cuarteles sin ninguna orden del gobierno. Posteriormente el gobierno refrendó lo actuado por el comandante de la V Brigada, el general Luciano Benjamín Menéndez, responsable de las tropas que intervinieron. En 1983,la sentencia en primera instancia de la causa 6047/74 estableció que 13 combatientes del ERP fueron detenidos y torturados y otros 14 que se entregaron como prisioneros tuvieron un trato similar. Menéndez dijo que habían muerto en el enfrentamiento (Seoane,1991). 
Rosendo Fraga afirma que el ERP intentaba secuestrar o asesinar al jefe del Regimiento de Infantería Aerotransportada 17, coronel Humberto Cubas, quien estaba vinculado a la familia Saadi (Fraga,1988).  

#### Primeras acciones en Tucumán
En mayo de 1974 es detectada en la provincia de Tucumán la Compañía de Monte Ramón Rosa Jiménez, al mando del propio Santucho, quien entonces decidirá asaltar la localidad de Acheral para fines de mayo. Las operaciones se iniciaron el 30 de mayo. La compañía del ERP tomó el nombre de un militante azucarero del PRT asesinado. La Policía Federal al mando del comisario Villar realizó un operativo para encontrar a los guerrilleros. Estos no se retiraron, sino que fueron evadiendo a los policías basándose en los datos de los lugareños. Las fuerzas de la ley utilizaron 650 agentes de la federal como de la policía provincial y contaron con el apoyo de helicópteros del ejército y la gendarmería nacional. Las unidades que prestaron apoyo fueron el Regimiento 19 de Infantería, la Compañía de Comunicaciones 5 y la Compañía de Arsenales 5 (Fraga,1988). Cuando terminó el operativo, la policía federal se retiró y al otro día se produjo la toma de Acheral el 30 de mayo de 1974,el lugar donde había estado la policía. La operación fue un éxito, se copó el pueblo, se realizó una formación guerrillera y se izó por primera vez la bandera del ERP. Los guerrilleros estaban divididos en cinco grupos que debían ocupar objetivos. El grupo 1 se ocupó de la comisaría, el grupo 2 se encargó de la oficina de teléfonos, el 3 la estación de tren, el grupo 4 el control de las rutas de acceso y el grupo 5 debía reunir a la población para una arenga en la plaza principal. Se trató de un acto de propaganda armada. Luego de Acheral los guerrilleros fueron licenciados por unas semanas y Santucho volvió a Buenos Aires para discutir los pasos a seguir. El 24 de junio, una escuadra del ERP copa la pequeña localidad de Siambón, departamento de Tafí, toma la comisaría y difunde un comunicado. El 24 de julio se asalta un camión que trasladaba azúcar desde el ingenio San Pablo a Buenos Aires. Las bolsas son repartidas entre la población carenciada. El 25 de julio el ERP realiza un operativo en la fábrica Norwinco ,en la ruta 301.Se reduce a la guardia y se difunde una proclama que presenta a la Compañía de Monte. En agosto parte de la Compañía se desplaza a Catamarca como se explicó anteriormente y el resultado es funesto.
En agosto el ejército realiza un nuevo operativo a cargo del comandante de la brigada de infantería 5, el general de brigada Luciano Benjamín Menéndez. Las tropas penetran en el monte pero solo encuentran vestigios de la presencia guerrillera y no se registraron enfrentamientos (Fraga,1988).    
El 20 de septiembre de 1974, una columna de 45 efectivos, luciendo uniformes militares, descendió de las laderas e ingresó en Santa Lucía, población ubicada a 50 kilómetros al sudoeste San Miguel de Tucumán.Fallecen el agente policial Eudoro Ibarra y el vecino Héctor Oscar Zaraspe. Ibarra fue acusado por el ERP de haber asesinado a Ramón Rosa Jiménez dos años atrás y Zaraspe fue acusado de cómplice. Fueron ejecutados por el ERP. A fines de septiembre de 1974 un procedimiento policial terminó con la detención de casi todos los responsables de la regional del PRT en la capital tucumana. Son detenidos Osvaldo de Benedetti, Ricardo Ripoda, Humberto Tumini y Alberto Genoud.
El 22 de octubre miembros del PRT-ERP intentaron secuestrar a Juan Roberto Bargut, presidente del directorio de la Empresa Galizia y Bargut SA, quien huyó herido. Dos días después, el ERP se adjudica una emboscada entre las comunidades de Monteros y Los Sosa, dejando dos soldados muertos y 9 heridos. Días después el ERP lanzó un comunicado conjunto con el Movimiento de Liberación Nacional-Tupamaros, el Movimiento de Izquierda Revolucionaria (MIR) de Chile, el Ejército de Liberación Nacional donde acuerdan crear la "Junta de Coordinación Revolucionaria", colaborando en el fortalecimiento de las guerrillas.
El 15 de noviembre una unidad de la Compañía copa una finca en Sauce Huacho, propiedad del gobernador peronista Amado Juri y prenden fuego a cuatro tractores y un jeep. A inicios de diciembre ocurre el hecho de la muerte del capitán Humberto Viola y su hija y el 15 de diciembre se realiza una ceremonia de entrega de grados. Se designa a Hugo Irurzún como Jefe de la Compañía Ramón Rosa Jiménez. Participan unos 40 combatientes del ERP y se tomaron fotografías de dicha ceremonia con el puño en alto.

#### La represalia
En respuesta al fusilamiento de sus combatientes en Catamarca, el PRT-ERP inició la llamada Represalia por la masacre de Capilla del Rosario, que consistió en asesinar a nueve oficiales del Ejército Argentino. La decisión se tomó el 11 de septiembre de 1974 donde se presentó el documento "Poder burgués y poder revolucionario". El texto indicaba: "Luego de dieciséis días de investigaciones, hemos tomado una grave determinación. Nuestra organización ha decidido emplear la represalia: mientras el ejército no tome guerrilleros prisioneros, el ERP tampoco lo hará. Responderemos ante cada asesinato con una ejecución indiscriminada de oficiales. Es la única forma de obligarlos a respetar las leyes de la guerra" (Seoane,1991). En dos meses el ERP mató a 10 oficiales del ejército en diversos ataques en el marco de la campaña de represalia. Uno de los casos más conocidos es el del capitán Humberto Viola. Viola había sido denunciado por torturador y pertenecía al área de Inteligencia del ejército. En el atentado al capitán Humberto Viola el 1 de diciembre de 1974, en la ciudad de Tucumán, el ERP también mató accidentalmente a su pequeña hija María Cristina, de 3 años de edad. Otra hija de Viola, María Fernanda, de 5 años, resultó herida de gravedad, perdió un ojo y el 60 % de la cara con pérdida de material óseo. El ERP asumió la responsabilidad de la muerte de la menor, ocurrida el 1 de diciembre de 1975. La muerte ocurrió debido a la negligencia del jefe de escuadra del ERP, al iniciar un intercambio de disparos con los militares, estando presente los menores de edad. Según Gutman (2010) luego de la muerte de la niña Viola, un comando paramilitar procedió a asesinar a la esposa de un sindicalista vinculado al PRT y a su hijo (citado por Marina Franco, 2012). Luis Mattini dice al respecto: ”Pocas veces se había visto a Santucho demudado, furioso y casi abatido. Maldecía al jefe del comando guerrillero y al mismo tiempo pensaba como hacer un gesto de reparación por esa muerte injustificable” (citado por María Seoane, 1997). Cabe aclarar que el ERP no aceptaba la idea de una guerra “total”, como sí lo hicieron las Fuerzas Armadas argentinas, sino que por el contrario, se invocaba la aplicación de la Convención de Ginebra (20), es decir, bregaba por la aplicación de normas humanitarias a la guerra, el reconocimiento de los “combatientes” y sus derechos, en claro rechazo a la tortura y el asesinato de los prisioneros de guerra. El 9 de octubre de ese año Santucho ofreció una propuesta de tregua en una carta enviada a todas las fuerzas políticas que ignorada por el gobierno de María Estela Martínez de Perón.
Otros oficiales caídos fueron el capitán Miguel Ángel Paiva, a quien mataron a balazos mientras esperaba el colectivo 15, en la parada de Scalabrini Ortiz y Córdoba, en Buenos Aires. El teniente Juan Carlos Gambandé, fue ultimado cuando sacaba su Fiat 600 del garaje, en la ciudad de Rosario. El teniente coronel médico José Gardón fue muerto con cinco tiros cuando llegaba a su trabajo en el Hospital Municipal de San Miguel, provincia de Buenos Aires. Al teniente primero Roberto Carbajo lo asesinaron en el centro de San Nicolás, al llegar a la casa de sus suegros para buscar a su esposa y a su hijo.
En el PRT-ERP hubo voces que alertaron acerca de las posibles consecuencias de una campaña de represalia. Según contó en sus Memorias Enrique Gorriarán Merlo- un exmilitar boliviano que se había sumado a la guerrilla de izquierda en su país y participaba como invitado en la reunión de Del Viso dijo que el ERP cometería un error y que provocaría a los elementos más reaccionarios del ejército argentino. El revolucionario boliviano fue Rubén Sánchez, perteneciente al ELN (Bohoslavsky y García,2020).

#### El Ejército Argentino y Tucumán
Rosendo Fraga (1988) observa que en diciembre de 1974 había consenso en el Ejército Argentino para intervenir en la represión de la guerrilla. La guerrilla del ERP controlaba un tercio del territorio tucumano y había indicios de que se intentaba crear una zona liberada para luego buscar reconocimiento internacional. Los operativos de la policía en mayo y del ejército en septiembre no habían tenido éxito porque la guerrilla esquivaba el combate.  
Un mes antes del comienzo del masivo operativo contrainsurgente en Tucumán, más precisamente en enero de 1975 el Comando del III Cuerpo de Ejército admitió la pérdida de un avión de transporte militar en proximidades de Tafí del Valle perdiendo el Ejército Argentino a trece de sus integrantes; entre ellos el comandante del III Cuerpo de Ejército, el comandante de la V Brigada de Infantería y miembros de los Estados Mayores de ambos. Los fallecidos eran el general Muñoz, el general Salgado y otros oficiales. El avión, un DCH-6 Twin Otter, «podría haberse estrellado o sido derribado», dijo el portavoz del Comando del III Cuerpo de Ejército. Algunos relatos incluso hablan del empleo de ametralladoras antiaéreas. De Santis (2010) afirma que se trató de un accidente. El accidente ocurrió el 6 de enero de 1975. Rosendo Fraga (1988) dice que el ERP 22 de agosto se adjudicó la autoría del hecho si bien los peritajes del mismo ubicaron las causas en fallas del piloto y del avión.  

### Acciones de 1975
El 28 de enero de 1975, guerrilleros del ERP matan en una emboscada al director de Delegaciones Regionales de Trabajo, Armando Canziani y a su guardaespaldas, Jorge Hualde. Diez días antes el ERP clamó el copamiento de la localidad Potrero de las Tablas, adjudicándose el haber copando e incendiando el destacamento policial local, robando armas y matando a un delator.
El 4 de febrero en Tucumán, guerrilleros emboscan y matan al exdirigente del sindicato del ingenio Concepción, Rodolfo Chávez y a tres guardaespaldas, Antonio Frías, Mario Juárez y Dante Jiménez. El 7 de febrero, un grupo armado del PRT-ERP da muerte al director nacional de Delegaciones Regionales del Ministerio de Trabajo, Armando Canziani Antonio Muscat.
El 9 de febrero de 1975 llega a Tucumán el general Acdel Vilas con la intención de aplicar las tácticas anti-subversivas. En Tucumán las fuerzas armadas argentinas aplicarán todo lo aprendido en los cursos de contrainsurgencia dictados por norteamericanos y franceses y aplicados en Vietnam y Argelia. La técnica implicaba capturar a los enemigos mediante operaciones de inteligencia ,torturarlos para obtener información, asesinarlos y luego desaparecer los cuerpos para luego continuar el proceso una y otra vez, violando el derecho de guerra que prohíbe la tortura y el asesinato de los prisioneros. Esta metodología de guerra luego del golpe del 24 de marzo de 1976 se aplicará a toda la geografía de la Argentina. Los militares argentinos actuarán bajo el paraguas legal del decreto del poder ejecutivo del 5 de febrero de 1975 que exige: "El Comando General del Ejército procederá a ejecutar las operaciones militares que sean necesarias a efectos de neutralizar y/o aniquilar al accionar de los elementos subversivos que actúan en la provincia de Tucumán". 
Rosendo Fraga (1988) afirma que inicialmente en Tucumán, para enfrentar a la Compañía Ramón Rosa Jiménez del ERP, participaron todas las unidades principales de la V Brigada de Infantería al mando general de brigada Acdel Edgardo Vilas: el Regimiento de Infantería 19 y la Compañía de Comunicaciones 5 y la Compañía de Arsenales 5 de Tucumán; el Regimiento de Infantería de Montaña 20; el Regimiento de Infantería de Monte 28, el Regimiento de Infantería de Monte 29, el Destacamento de Exploración de Caballería Blindada 141 (C-5), la Compañía de Ingenieros de Montaña 5 de Salta, la Compañía de Sanidad 5,el Grupo de Artillería de Montaña 5 de Jujuy, el Destacamento de Exploración de Caballería 105. También son enviados efectivos de la especialidad de comandos de la escuela de infantería. La diferencia de efectivos entre ambos bandos era abrumadora. Seoane (1992) calcula que en abril de 1975 la Compañía Ramón Rosa Jiménez del ERP estaba compuesta por apenas 90 milicianos, de los cuales 10 eran mujeres. Este número se mantendría constante e irá decreciendo a partir de octubre de 1975 hasta desaparecer a finales del año. El 14 de febrero se produce el primer encuentro armado entre fuerzas guerrilleras y militares en las cercanías del Río Pueblo Viejo, localidad de Yacuchina. Mueren dos combatientes del ERP (Víctor Lasser y Héctor Toledo), un oficial del ejército, el capitán Héctor Cáceres, y hay tres heridos entre los militares. El general Vilas aplica el método de afianzarse en el llano y realizar allanamientos y detenciones de militantes del PRT y otros a los efectos de aislar a los combatientes del ERP de cualquier apoyo civil.
En marzo se percibe cierto pesimismo dentro del Ejército Argentino ya que no se logran resultados concretos. Se criticaba el manejo de la información de la agencia Telam mientras se señalaba que el ERP a través de una publicación en París se vanagloria de haber aferrado a toda una brigada del ejército argentino compuesta por 4.000 hombres (Fraga,1988). En abril y mayo el ejército logra capturar algunos miembros del ERP. Seoane (1992) señala que en el estado mayor de Vilas la controversia era cómo hacer más efectiva la lucha contra la subversión y se resolvió incrementar el papel de la inteligencia militar en manos del teniente coronel Pedro Coria. Las batallas decisivas se darían en los interrogatorios de los pobladores, presuntos simpatizantes de la guerrilla y a los prisioneros del ERP .Si bien los combates habían sido pocos hasta ese momento, en toda la provincia se vivía un clima de "guerra sucia" que finalizaría en la instalación de 14 centros clandestinos de detención.
A lo largo del año 1975 y a principios de 1976, durante el denominado Operativo Independencia, tuvieron lugar enfrentamientos en Santa Lucía, Potrero de Las Tablas, Quebrada de Lules, Río Pueblo Viejo, Manchalá, asentamiento Las Maravillas, arroyo San Gabriel, Acheral, Tafí Viejo, Potrero Negro, El Cadillal.

#### Copamiento en Rosario
El 13 de abril de 1975 el Ejército Revolucionario del Pueblo lanzó una operación contra el Batallón de Arsenales 121, en la localidad de Fray Luis Beltrán al norte de Rosario, siendo uno de los ataques más organizados del ERP. En los enfrentamientos resultaron muertos dos combatientes y el coronel Carpani Costa. En el asalto, que duró una hora, la guerrilla logra capturar unos 150 rifles FN FAL, cinco fusiles FAP, tres FN FAL, pistolas ametralladoras y municiones. En este periodo el ERP comenzaría una escalada en su accionar, esto dentro de su plan de "guerra popular prolongada".
El 24 de mayo de 1975 en Córdoba se realiza un operativo conjunto con Montoneros y las FAL para liberar a las presas políticas de la cárcel del Buen Pastor. El operativo es un éxito y se escapan 26 presas. Lo comando Enrique Gorriarán Merlo.   

#### Manchalá
El ERP toma la decisión de atacar el puesto de Comando táctico de la Quinta Brigada en Famaillá y para eso desplaza una gran cantidad de combatientes del monte al llano. El objetivo era ejecutar al General Vilas. Se concentró un centenar de combatientes en un finca del Río Colorado y a 15 km de Faimallá.
El 11 de mayo de 1975 se produjo un intenso tiroteo en la ruta 301 en Tucumán, en donde fue muerto el subteniente Raúl Ernesto García.
El 28 de mayo se libra el combate de Manchalá; en el que unos 117 miembros del ERP bajo órdenes del «Capitán Santiago» (Hugo Irurzun); son derrotados por las fracciones del ejército cuando se dirigían a atacar el comando de puesto de la Brigada de Infantería de Monte V, apostado en la ciudad de Famaillá. El ataque iba a tener lugar el día del Ejército Argentino, que se conmemora el 29 de mayo, y el plan consistía en capturar y asesinar a todos los miembros del puesto de mando que estaba bajo órdenes del general Vilas, el mismo que estaba cargo del Operativo Independencia. Los guerrilleros se desplazaron en dos camiones y una camioneta y luego de recorrer algunos quilómetros la Compañía de Monte fue sorprendida por una fuerza del Ejército. El choque se produjo en la escuela de Manchalá. Los guerrilleros se enfrentaron con un pequeño retén que interpretan erróneamente como parte de una defensa más compleja y se retiran divididos en tres columnas con lo cual se fracasa en el proyecto de atacar Famaillá. El ERP tuvo siete bajas y se abandonó material informativo y logístico (Fraga,1988). Entre las bajas del ERP había dos miristas (MIR) chilenos. Los guerrilleros se replegaron hacia Potrero Negro. Los militares tomaron una insignia del ERP que se llevaron como trofeo a Salta.  
A través de una publicación editada en París, el ERP consideró esta frustrada acción como exitosa; por haber logrado aferrar a una brigada entera del ejército (4.000 hombres aproximadamente) con tan sólo 300 guerrilleros. El éxito político para el PRT-ERP consistía en distraer a miles de efectivos del Ejército Argentino con poco más de un centenar de hombres del ERP en Tucumán. Sin embargo; la realidad de los hechos indica que por parte del Ejército Argentino solo participaron 12 soldados conscriptos y 2 suboficiales; los cuales se encontraban labrando acciones de refacción (limpieza, pintura, revoque) en una escuela rural situada entre Manchalá y Famailla, el destino original. Al encontrarse las dos facciones, se produjeron fuertes tiroteos que se prolongaron por más de 5 horas. Esta particular acción llevó a pensar a los miembros del ERP que se trataba de una emboscada perfectamente planeada por parte del Ejército Argentino; y que se encontraban en inferioridad numérica por lo que procedieron a la retirada. En 2015 Sandro Rojas Filartiga, un cineasta argentino, estrena un documental de carácter histórico titulado "La escuelita de Manchala"; en el que se relatan los sucesos narrados.
Santucho y su comité militar atribuyeron la derrota de Manchalá a la inexperiencia de los milicianos y al prematuro combate con las fuerzas del ejército. Revisaron la táctica de la guerrilla y decidieron esperar a que el general Vilas subiera al monte para luego emboscarlo en lugar de bajar a buscarlo. Irurzun ,responsable de haber abierto fuego antes de tiempo en Manchalá, fue reemplazado por el arquitecto Molina. Mientras tanto la ciudad de Tucumán era presa de la inteligencia militar (Seoane,1992).
En julio de 1975, la columna Inti Peredo perteneciente a las FAL se integró al ERP, continuando con su campaña armada. El 18 de julio, miembros del ERP atacaron el destacamento militar de "Las Maravillas" en la zona de Los Sosa, (a 5 km de la ciudad de Monteros) sin que se informaran de bajas en ambos lados. El 2 de agosto, efectivos del Grupo de Artillería de Montaña 5 entran en combate con los guerrilleros, y son heridos un teniente y cuatro soldados conscriptos, si bien logran repeler el ataque. Manipulando material explosivo, el 5 de agosto pierde la vida el teniente José Conrado Mundani. El 7 de agosto muere en otro combate un teniente y en otra acción de patrulla muere el cabo primero Miguel Ángel Suárez. El 12 de ese mes, la Compañía "A" del Regimiento de Infantería de Monte 28 entra en acción contra un pelotón del ERP a la que derrota cerca del pueblo de Los Dulces y logra derrotarlos.. Y el 16 de agosto muere en un enfrentamiento en la localidad Las Mesadas de Tucumán, el cabo primero Miguel Dardo Juárez. El ERP tuvo seis muertos en esta acción.

#### El ataque a la D2 en Córdoba
El 20 de agosto de 1975, la compañía Decididos de Córdoba del ERP realizó un ataque al cuartel de la D2, en pleno centro de la ciudad de Córdoba. El objetivo era eliminar a los torturadores que actuaban en esa dependencia bajo el mando del comisario Telleldín. Se atacó también la Guardia de Infantería y el Comando Radioeléctrico, dos centros relevantes de la policía cordobesa. El ataque produjo bajas en la policía, si bien los torturadores no murieron en el combate. Como represalia al ataque del ERP, al día siguiente es asesinado el dirigente montonero y fundador de las FAL Marcos Osatinsky, quien estaba detenido en esa dependencia policial en el momento del ataque.
El 3 de septiembre es muerto en La Plata, en una emboscada del ERP, Alfonso Vergel, jefe de inteligencia de la policía de Buenos Aires. Al día siguiente, en el combate de Potrero Negro en Tucumán, mueren el subteniente Rodolfo Hernán Berdina (jefe de un pelotón) y el conscripto Ignacio Maldonado. El 9 de septiembre en Córdoba, son hallados acribillados dos militantes del Partido Obrero Trotskista, secuestrados el día 7 cuando repartían el periódico Voz Proletaria. El 10 de septiembre en Tucumán, el ERP mata al agente de policía Ramón Valentín Jiménez.

#### Otras caídas en Tucumán

Bandera de la Compañía de Monte Ramón Rosa Jiménez

En octubre de 1975, tienen lugar varios enfrentamientos con la "Compañía de Monte Ramón Rosa Jiménez" del ERP. En la noche del 7 de octubre es muerto el jefe de operaciones de la compañía Juan Carlos Molina, cuyo nombre de guerra era "Comandante Pablo" en una emboscada. Poco después es muerto su segundo, Manuel Negrín (Roberto) cerca de Santa Lucía, que era el subjefe del estado mayor. De Santis (2010) señala que en octubre de 1975 se producen algunos de los golpes más duros recibidos por la Compañía de Monte. También cae Oscar Asdrúbal Santucho (Aníbal) que era el jefe de logística, luego de un combate de ocho horas. Quedó al frente de la Compañía Ramón Rosa Jiménez Lionel MacDonald junto a Julio Ricardo Abad, el teniente Armando (Seoane,1992) 
El general Antonio Bussi asume en reemplazo de Acdel Vilas al frente de la Quinta Brigada en octubre de 1975. Mientras tanto se realizó el plenario "Héroes de San Gabriel" de la Compañía de Monte, donde se analiza la situación política en general y la militar de la unidad en Tucumán y se decide evitar el combate con las fuerzas del Ejército en zonas desfavorables y reducir el número de integrantes de la Compañía con vistas a otro operativo a desarrollarse en las ciudades. De esa manera muchos combatientes son destinados al ataque al Batallón de Arsenales en Buenos Aires en diciembre de 1975.
En una de las misiones de actividades de patrullaje, el 17 de octubre, en proximidades de Los Sosas, un pelotón del Ejército fue emboscado por los guerrilleros perdiendo la vida cuatro soldados conscriptos y son heridos un subteniente y un sargento.
El 24 de octubre en el combate del arroyo Fronteritas se produce un enfrentamiento nocturno entre una patrulla del Ejército Argentino y militantes del ERP. En esta acción caen muertos tres integrantes del Ejército Argentino, el subteniente Diego Barceló y los soldados conscriptos Osvaldo Moya y Carlos Vizcarra (Fraga,1988). El 29 y 30 de octubre visitaron la zona de operaciones varios periodistas y el teniente general Videla. 
El 8 y 16 de noviembre hubo otros enfrentamientos, que dejaron seis muertos en el Ejército Argentino. En noviembre aviones McDonnel Douglas A-4B Skyhawk de la Fuerza Aérea Argentina entran en acción en apoyo del Ejército. Se ejecutaron más de un centenar de misiones de apoyo aéreo durante los años 75 y 76.
Para el mes de diciembre, en la zona de operaciones en Tucumán, el ERP había quedado reducido a algunos pelotones reducidos, ya que las compañías de comandos del Ejército Argentino estaban fuertemente presionando.
Bohoslavsky y García (2020) señalan que a fines de 1975 la Compañía de Monte había sufrido muchas bajas, incluyendo algunos de sus jefes con grado de capitán como Asdrúbal Santucho, Eduardo Molina y Lionel Mc Donald. Se pierde casi completamente la capacidad operativa.  
El Operativo Independencia había éxito pero seguirían las operaciones de contrainsurgencia por un año más. El ejército argentino había alcanzado la mayor parte de los objetivos que se había planteado. Se calcula que los guerrilleros se habían reducido a algunas decenas de combatientes, los cuales estaban mal abastecidos desde el punto de vista logístico, en un deficiente estado sanitario y con crecientes deserciones. Además habían caído los jefes de la Compañía de Monte. A su vez la actividad represiva en la ciudad de Tucumán le había quitado ese apoyo vital. Desde el punto de vista regional, la derrota del ERP en Tucumán significó la caída del último foco rural del cono sur de América (Fraga,1988). 
En represalia por las operaciones de contrainsurgencia en Tucumán, militantes en Buenos Aires hicieron explotar el 30 de diciembre una bomba adentro del Edificio Libertador sede del Estado Mayor General del Ejército Argentino, matando a una persona e hiriendo a 9.
En diciembre, el general Antonio Domingo Bussi quien tomó el mando de la Brigada de Infantería V sustituyendo al general Vilas. Poco después, Bussi le decía a Vilas por teléfono: «Vilas, usted no me ha dejado nada por hacer».
El ERP intentó crear un nuevo núcleo cerca del dique El Cadillal pero el grupo es detectado por los militares y mueren 7 guerrilleros. Esta acción constituye la última intentona del ERP en Tucumán. En 1976 continúan las caídas de los guerrilleros y se multiplican los centros clandestinos de detención en Tucumán. El último jefe de la Compañía de Monte fue el Capitán Lionel Macdonald (Raúl) que recibe la orden de suspender las acciones y comenzar el repliegue. Macdonald cae en combate después de varios días de persecución por parte de una patrulla militar. Con su muerte se cierra la actividad de la Compañía Ramón Rosa Jiménez del ERP.

#### Ataque al Batallón de Monte Chingolo
Su última gran acción fue el fallido asalto al Batallón Depósito de Arsenales 601 «Domingo Viejobueno», ubicado en la localidad de Monte Chingolo, Lanús, con el objetivo de apropiarse de una gran cantidad de armamento. La fuerza atacante fue el Batallón urbano en formación "José de San Martín" del ERP. Estaba compuesto por tres compañías urbanas. Entre ellos había guerrilleros experimentados de la casi desaparecida Compañía Ramón Rosa Jiménez de Tucumán. Entre los efectivos militares en Monte Chingolo figuraba un soldado informante del ERP. La operación fue planeada por Juan Eliseo Ledesma (Comandante Pedro), quien fue capturado antes del ataque, el 7 de diciembre de 1975.Ledesma fue torturado brutalmente y asesinado en Campo de Mayo por los militares. No les suministró información a los militares. Sus propios captores y torturadores valoraron la valentía de Ledesma. Al día siguiente se produjo la captura de varios familiares de Santucho quienes al final fueron liberados. Santucho a pesar de la caída de Ledesma decidió seguir adelante con la operación ya que confiaba en la fortaleza de su compañero. Hubo otras caídas posteriores que pusieron en debate al ERP acerca de continuar con el plan de ataque.
Según María Seoane (1992) la fuerza atacante estaba conformada por 130 guerrilleros. Fue comandada por Benito Urteaga, Carrizo, Irurzun y Abigail Attademo. Además del ataque al Batallón de Arsenales, se realizaron bloqueos de rutas y puentes para evitar que llegaran refuerzos del ejército u otras fuerzas de seguridad. En total los guerrilleros involucrados eran 250 aproximadamente, aunque los historiadores discuten el número. El Batallón de Arsenales 601 contaba con 18 oficiales,67 suboficiales,189 empleados civiles y unos 404 soldados conscriptos de los cuales solo unos pocos se encontraban en la unidad.  
Por medio de la información del agente de inteligencia del Ejército Jesús "Oso" Ramés Rainer, infiltrado en el ERP en el sector de logística, y de dos infiltrados más, además de los croquis encontrados en poder del jefe de Logística del ERP, Juan Eliseo Ledesma, y las delaciones producidas tras esa captura (no tanto por Ledesma, sino más bien por su segundo en logística, Elías Abdón), los militares esperaban el ataque si bien no sabían cual era el objetivo exacto aunque estimaban que fuera en la zona sur de la ciudad de Buenos Aires.   
El ataque se llevó a cabo el 23 de diciembre de 1975 a las 19:30 horas. En el ataque el ERP unos aproximadamente 55 hombres entraron por el portón principal en 12 autos y un camión se encontraron con nutrido fuego de fusilería y de ametralladoras, pozos de zorro y zanjas, haciendo evidente la preparación previa y con ella la pérdida del factor sorpresa. Otro grupo entró por los fondos del cuartel. Se combatió además en los cortes de rutas y puentes. La retirada de los milicianos del ERP empezó a las 21 cuando llegaron los refuerzos militares. La batalla duró hasta el día siguiente. La persecución de los mismos se continuó en la villa aledaña al cuartel.
Las bajas de ERP fueron 62 muertos (unos 30 de ellos ejecutados luego de que se hubieran rendido) y unos 25 heridos fueron evacuados por sus compañeros. Durante el ataque que efectuaron miembros del ERP al Batallón de Monte Chingolo, murieron además tres oficiales y cuatro conscriptos y hubo 34 heridos de distintas fuerzas. La aventura golpista frente al desarrollo de la guerra revolucionaria
Según el trabajo de Bohoslavsky y García (2020) las bajas del ERP fueron 53.Tres de ellos están desaparecidos. El mismo trabajo calcula que 23 prisioneros del ERP fueron ejecutados luego de rendirse. El resultado del combate generó tristeza y miedo en la militancia perretista. 
El 27 de diciembre de 1975 el Buró Político del PRT determinó que fue una gravísimo error lanzar la operación en conocimiento de indicios de que el enemigo pudiera estar alertado. Se subestimó al enemigo y además habían déficits de tipo militar en el ERP. Era necesario incrementar el nivel de formación militar de los milicianos del ERP. Santucho sin embargo calificó a la acción como "derrota militar pero triunfo político". De Santis (2010) considera que no se trató de un triunfo político porque el ataque incrementó el reflujo político que se percibía ese año. El resultado de la batalla desalentó y desanimó a las masas. Luis Mattini, el sucesor de Mario Roberto Santucho a partir de julio de 1976, en su libro “Hombres y mujeres del PRT-ERP” escribió que la consigna “una derrota militar y un triunfo político” era inentendible.

## El ERP y Perón
Una de las diferencias de más importancia entre Santucho y Montoneros se refería a Perón. Santucho sostenía que la revolución socialista debía hacerse con las armas sin importar si en el poder de turno había una democracia elegida por el voto popular o fuerzas militares. De cualquier forma, buscaban tomar el control para implantar un sistema socialista. Montoneros sostenía que podía hacer la revolución de la mano de Perón, quien mostraba simpatía con la clase obrera y distancia con el capitalismo, en tanto para Santucho, Perón era un impostor a quien se debía desenmascarar.
Con el ataque a la guarnición militar de Azul Santucho buscaba lograr una reacción de Perón contraria a la que ERP y Montoneros esperaban. Luego del ataque, Perón no tardó en responder públicamente: 

Todo tiene un límite (…) se trata de poner coto a la acción disolvente y criminal que atenta contra la existencia de la patria y sus instituciones (…) el repudio unánime de la ciudadanía, hará que el reducido número de psicópatas que va quedando sea exterminado uno a uno para bien de la República (…) Estamos en presencia de verdaderos enemigos de la Patria (…) El aniquilar cuanto antes este terrorismo criminal es una tarea que compete a todos (…) Nuestro ejército, como el resto las Fuerzas Armadas (…) no merecen sino el agradecimiento del pueblo Argentino.

Luego de lo dicho por Perón, Santucho afirmó: 

…de los hechos expuestos surge con claridad meridiana que el verdadero jefe de la contrarrevolución, el verdadero jefe del actual autogolpe contrarrevolucionario, y el verdadero jefe de la política represiva, que es la línea inmediata más probable del nuevo gobierno, es precisamente el general Juan Domingo Perón. Y no porque él sea un traidor sino porque es un consecuente defensor de su clase, la burguesía, a la que permanece completamente fiel a pesar de no haber sido comprendido un tiempo por gran parte de sus hermanos de clase, por sectores de los capitalistas nacionales y extranjeros

 y arremetiendo contra Montoneros e invitándoles a unirse en un solo frente agregó: 

Amplios sectores del peronismo progresista y revolucionario, que creían sinceramente a Perón un revolucionario, se encuentran en estos momentos desorientados. Nuestro Partido y nuestro Ejército guerrillero han llamado constantemente a la unidad a estos compañeros y sus organizaciones. Hoy tenemos que reiterar ese llamado recordando además, puntualizando, que la línea que adopte el conjunto del peronismo progresista y revolucionario en la actual situación tiene una importancia enorme para la revolución, para el desarrollo de las poderosas energías combativas de nuestro pueblo. Las organizaciones armadas FAR y Montoneros y parte de la Tendencia Peronista Revolucionaria han cometido un grave error muy notable y perjudicial para el campo popular, especialmente a partir del 25 de mayo: confiar ciegamente en Perón y basar toda su política en esa confianza.

## Emboscada en Moreno

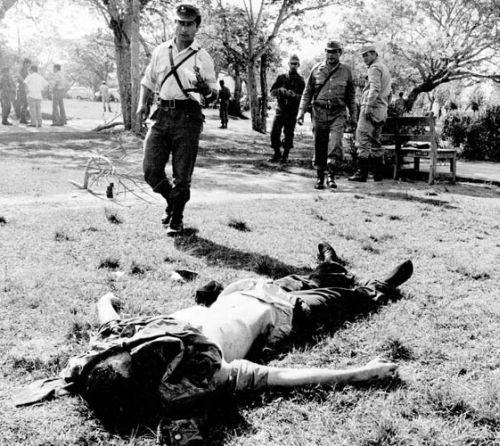
Militante del PRT-ERP asesinado

El 28 de marzo de 1976 comenzó a funcionar, convocado por Santucho para impulsar una reorganización, una reunión del Comité Central del ERP a la que concurrieron 28 miembros de ese cuerpo y 21 entre invitados de la Junta Coordinadora Revolucionaria JCR, personal de logística, de Inteligencia, de servicios y la escuadra de defensa. La reunión se hacía en una casaquinta de la localidad de Moreno, Provincia de Buenos Aires y al día siguiente alertados por vecinos alarmados por el movimiento de vehículos que era inusual en la zona, llegaron tres autos con personal de policía de la Provincia de Buenos Aires, determinando una rápida retirada de los asistentes. En medio de un tiroteo los miembros del Buró Político: Santucho, Benito Urteaga, Domingo Menna, Castello, Mattini (Kremer), Carrizo y Merbilhaá huyeron con custodios armados con FN FAL, luego los invitados de la JCR: Edgardo Enríquez (MIR chileno), que desapareció un mes después, y otros, después el resto del Comité Ejecutivo y finalmente los escribientes, los de logística y la escuadra de contención.
La mayoría huyó en vehículos en distintas direcciones en tanto otros lo hicieron a pie y al tiempo llegó apoyo de helicópteros para la policía; la prensa informó de 12 guerrilleros abatidos, aunque el exintegrante del ERP Gustavo Plis Steremberg dice en un libro que ocho fueron detenidos con vida, cifra que Eduardo Anguita y Martín Caparrós reducen a cinco.
Entre los muertos estaba Susana Gaggero, que en ese momento era responsable de la Zona Sur del PRT y responsable nacional de Solidaridad.

## La caída de Santucho
El 3 de julio de 1976, a tres meses del golpe militar del 24 de marzo, el Comité Ejecutivo del PRT se reunió y decidió replegarse, además de mandar al exilio a Santucho, para preservarlo. El 19 de julio de 1976 fueron sorprendidos en un departamento de Villa Martelli produciéndose un tiroteo en el interior del mismo a resultas del cual resultaron muertos Santucho y Benito Urteaga. Liliana Delfino (su compañera), Fernando Gértel y Ana María Lanzilotto fueron detenidos y serían luego asesinados en Campo de Mayo. En el enfrentamiento murió el capitán Juan Carlos Leonetti cuando Santucho lo desarmó y disparó. No se sabe cómo dieron con el departamento: hay versiones que hablan sobre una inteligencia previa y la delación de un oficial del ERP, otras sobre el hallazgo de una boleta con la dirección del departamento producido al ser detenido Domingo Menna (mientras esperaban a un delegado de Montoneros que nunca se presentó) y otras a una filtración de información por parte de Montoneros, ninguna de ellas confirmada. Tras la muerte de Santucho se encontró en sus valijas valiosa información, nombres de 395 miembros de la Juventud Guevarista y los Comandos de Apoyo del ERP que iban a actuar durante el mundial 78. Todos fueron muertos entre 1976 y 1977.
Campo de Mayo se convirtió en el centro clandestino de exterminio destinado a los miembros del PRT-ERP. 

## Operación Gaviota
Una de las últimas operaciones de importancia del ERP fue el intento de asesinato del dictador Jorge Rafael Videla el 18 de febrero de 1977. La operación fue bautizada por los guerrilleros como «Operación Gaviota» en cual se colocaron explosivos en la pista del Aeroparque Jorge Newbery que debían estallar cuando despegaba el avión que transportaba al presidente de facto. Se aprovechó el curso del arroyo Maldonado para realizar la aproximación a la pista del Aeroparque Jorge Newbery y se colocaron  tres cargas explosivas que sumaban 104 kg de trotyl en los tubos del arroyo Maldonado que pasa por debajo de la pista. La idea partió del "Turco". La preparación duró meses.  Videla viajaba hacia la localidad de  General Mosconi. Una de las cargas  explosivas falló y  las dos restantes estallaron . La explosión logró estremecer el avión durante el despegue pero no le produjo daños. La bomba que estalló dejó un cráter de 6 metros de diámetro. Por precaución el avión volvió a aterrizar en Palomar. En el avión viajaba  Jorge Rafael Videla , el ministro de economía José Alfredo Martínez de Hoz,  el general Villarreal, entre otros funcionarios.  Justamente la televisión estatal estaba transmitiendo el despegue del avión presidencial. Ningún medio argentino comunicó el hecho pero sí lo hicieron medios extranjeros (Seoane y Muleiro,2001). El ERP se adjudicó el atentado.      

## Luis Mattini reemplaza a Santucho
A partir de la muerte de Santucho asume la Secretaría General del Partido Revolucionario de los Trabajadores (Argentina) (PRT) Arnold Kremer, cuyo nombre de clandestinidad era Luis Mattini. Hacia fines de 1976 Mattini junto a Gorriarán Merlo viajaron al exterior. Luego de los últimos golpes fulminantes en 1977 que también asesinaron a 36 policías tan sólo en Buenos Aires, se llevó en mayo la segunda etapa del repliegue partidario.
El 14 de diciembre de 1977, en Mar del Plata, Antonio Do Santos Larangueira fue atacado a balazos desde otro auto por un grupo de revolucionarios pertenecientes al PRT-ERP, que huyeron antes de que los vecinos pudieran salir. Fue trasladado por los transeúntes a un hospital, pero murió por sus heridas. Laranjeira tenía 44 años, estaba casado y tenía dos hijos. Era un empresario pesquero, dueño de tres importantes establecimientos, y ya había sufrido amenazas y atentados contra su domicilio. El ERP en su boletín Estrella Roja N° 48 se auto-adjudicó el asesinato

## Últimos ataques
Uno de los últimos atentados mediáticos del ERP fue el intento de secuestro y asesinato de Héctor Bartolomé Minetti, presidente de la Compañía Sudamericana de Cemento Portland y de Minetti S.A., ocurrido el 28 de febrero de 1976. Semanas después, es asesinado Miguel Ángel Pozo, miembro del PRT que había robado 90 millones de pesos obtenidos de un secuestro. Durante el domingo 29 de marzo, elementos del ejército argentino atacaron un Congreso del PRT-ERP, esto en la finca La Pastoril, Partido de Moreno, matando un total de 12 personas (11 milicianos y un niño de 7 años). La masacre es señalada en la actualidad como "un crimen de lesa humanidad".
El 29 de abril, miembros del ERP secuestraron cerca de Ciudad de San Martín el Vicecomodoro Roberto Echegoyen, jefe de operaciones de la logística del Estado Mayor Conjunto.
Como último recurso en un vano intento de revertir la situación militar en Tucumán, la compañía "Decididos de Córdoba" llegó a la zona de Monteros a principios de marzo de 1976. A principios de ese mes, el ERP se adjudicó el asesinato de directivo de FIAT Concord.
Los guerrilleros cordobeses fueron pronto derrotados por las fuerzas de paracaidistas y comandos desplegadas en la zona, quienes fueron largamente apoyadas por helicópteros artillados y satélites estadounidenses. El 5 de mayo del mismo año el ERP se adjudicó la toma del ingenio La Corona, en la provincia de Tucumán.
Durante las operaciones planificadas por la IV Brigada de Infantería Aerotransportada del Ejército contra el PRT-ERP en Córdoba, 300 militantes murieron en el monte en operaciones militares a mediados de abril de 1976.

## División del PRT y fin del ERP
Desde el exilio, el PRT se dividió en dos fracciones; la representada por Luis Mattini organizó, en Italia y en 1979, el Sexto Congreso del partido donde se dispuso, entre otras cosas, la disolución del ERP, decisión que fue discutida y desobedecida por algunos militantes que se habían quedado en el país. El otro sector, comandado por Gorriarán Merlo, se dirigió a Nicaragua para combatir en las filas del Frente Sandinista de Liberación Nacional (FSLN). Diez años más tarde y en plena democracia argentina, con pocos sobrevivientes del ERP-PRT, Gorriarán Merlo lanzó un incomprensible copamiento del cuartel de La Tablada (La Matanza, Bs As) con el desastroso resultado de 39 muertos, once de los cuales del ejército y el resto guerrilleros.
Actualmente la organización ERP ha dejado de existir. Muchos de los cuadros de militantes y guerrilleros del PRT-ERP integraron las extensas listas de muertos y desaparecidos en la Argentina de los años 1970, estimándose la cantidad en unos 5000.

## Bajas y desaparecidos del PRT-ERP
Existen varios trabajos que aportan listados de muertos y desaparecidos del PRT-ERP durante su historia. Entre ellos se pueden mencionar el trabajo de Daniel de Santis en la obra "La historia del PRT por sus protagonistas" y el folleto publicado por el PRT Santucho titulado "5.000 héroes del PRT-ERP". El libro "Breve Reseña del Partido Revolucionario de los Trabajadores/ ERP/ JG" de los autores Abel Bohoslavsky y Paco García, ambos exmilitantes del PRT, editado en 2020, presenta una lista de bajas en combate y desaparecidos que alcanza la suma de 2.018 personas. El listado se construyó tomando como fuente los trabajos anteriores citados y otras fuentes tales como el registro único de la verdad/ Ley 12.498 de la Provincia de Buenos Aires. La cifra equivale a un tercio de los militantes del PRT que se estima en 6.000 aproximadamente para 1976. Efectivamente Plis Sterenbeg (2011) señala en su libro que en el Informe de Personal de fin del año de 1975, el PRT-ERP afirmaba estar integrado por 5.387 cuadros militantes. De ellos solo alrededor de 600 eran milicianos del ERP.
Otras fuentes como el libro de María Seoane y Vicente Muleiro  acerca de Videla afirman que las bajas del PRT-ERP fueron de 3.000

## Marcha del ERP
El Ejército Revolucionario del Pueblo tiene una marcha.

## Escritos de exmilitantes
No son pocos los sobrevivientes del PRT-ERP que han escrito acerca de estos hechos, ya sean trabajos historiográficos, analíticos o bien memorias y crónicas periodísticas.  Entre los autores que pertenecieron al PRT-ERP-JG o estuvieron vinculados de alguna manera podemos mencionar al historiador Pablo Pozzi, Arnol Kremer Balugano (Luis Mattini), Enrique Gorriarán Merlo, Julio Santucho, el periodista Eduardo Anguita,  el periodista Daniel Cechini,  el periodista Alberto  Elizalde Leal,  Daniel de Santis, Gustavo Plis Sterenberg, Pola Augier, Abel Bohoslasvky, Paco García, la periodista María Seoane,  además de otros autores. Se cuenta además con numerosas entrevistas realizadas a exmilitantes, como en el caso de Humberto Tumini y una gran cantidad de entrevistas audiovisuales, de películas y documentales  como es el caso de Gaviotas Blindadas, del grupo de Cine Mascaró, que ofrece el testimonio de decenas de exmilitantes del PRT-ERP.      

## Reflexiones sobre la derrota
Se ha investigado y escrito bastante desde las ciencias sociales acerca de los motivos de la derrota política y militar, no solo del PRT-ERP sino de toda la izquierda revolucionaria argentina de los años 70. Hay cierto acuerdo que la derrota se produce en 1975-1976. Vera Carnovale considera que la derrota se produjo en 1977 porque es el año en el cual el ERP dejó de actuar militarmente y la dirección partidaria decidió replegar la organización al exterior. Agrega que en 1975 los golpes que recibe el ERP y las derrotas son significativas y dañan su capacidad de acción si bien es cierto que el PRT sobrevivió hasta los primeros años 80. Sin embargo desde 1977 la historia del PRT-ERP es de disgregación.
También se ha discutido si lo ocurrido en Argentina fue una guerra o no. Hay resistencia al uso de este concepto por parte de muchos historiadores que consideran que no hubo guerra sino un genocidio. Además el concepto de guerra ha generado rechazo por ser uno de los argumentos de los defensores de los militares acusados de violar los derechos humanos en Argentina. Los autores que han utilizado el concepto de guerra y que realizaron tempranas lecturas de la derrota fueron los sociólogos Juan Carlos Marín e Inés Izaguirre y su equipo de colaboradores e investigadores.   
Se ha criticado mucho la determinación de continuar la lucha armada durante el gobierno de Héctor Cámpora y la intensificación del accionar militar, fundamentalmente a partir de 1974. Se colocó el énfasis en la lucha militar y se descuidaron otras formas de lucha política, gremial, estudiantil.      
Acerca de las causas de la derrota, han señalado la falta de unidad organizativa de la fuerza social revolucionaria, fraccionada en varios partidos, la inexistencia de un trabajo de inteligencia conjunto que le permitiera evaluar cada situación concreta. Estas visiones no niegan el genocidio, pero aclaran que ocurrió en la fase final de destrucción de la fuerza revolucionaria. Guido Lissandrello por su parte ante la pregunta de la derrota ha escrito que en principio se carecía de un único partido revolucionario. Partidos existieron muchos, pero no hubo ninguno que se impuso a los demás y que pudiera concentrar el poder de la clase obrera. El segundo factor que menciona es la ausencia de un programa político revolucionario sino que predominaba el reformismo, es decir, un plan de mejora del capitalismo. Otro factor fue la falta de conocimiento de la izquierda revolucionaria de la Argentina. Estratégicamente, se colocó el énfasis en la lucha militar y se dejó de lado la política. Pusieron el carro delante de los caballos debido a que consideraban que había una guerra. Faltó mayor inserción en las fábricas, centros de estudiantes, barrios. Lissandrello considera que la actividad militar complotaba contra la actividad sindical y política. De esa manera no se pudo conquistar a la clase obrera. El último factor fue la imposibilidad de romper con el reformismo peronista.

## Participaciones en el ámbito internacional
Luego de que muchos de sus integrantes se exiliaran en el exterior durante la dictadura, se realizaron importantes reuniones en territorio europeo para organizar el regreso para Argentina. Hubo notables diferencias sobre este asunto. Por el lado de Luis Mattini, supondría una catástrofe por el contexto represivo que se vivía en Argentina (Montoneros planeó una contraofensiva que término siendo descubierta y acabó muchos de sus militantes asesinados o desaparecidos), por el lado de Gorriaran Merlo mantuvo la idea de que era necesario retomar la lucha armada. Posteriormente se dividió el grupo y una facción de guerrilleros liderados por Gorriaran Merlo, partiría a Nicaragua para pelear en la Revolución Sandinista. Su presencia fue en los últimos 5 meses de la revolución y fueron ubicados en el frente sur, limpiando posiciones enemigas en el monte y prestando ayuda comunitaria para la población. También participarían en el frente norte hasta bajar a Managua, donde ya se festejaba el triunfo revolucionario en las calles por parte de la población civil. 

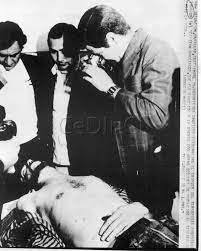
Reporteros gráficos fotografían el cadáver de Irurzún "Capitán Santiago", exhibido a la prensa dos horas después que se produjo el tiroteo que acabaría con su vida

En 1980, se desarrolló la recordada "Operación Reptil", donde un comando liderado por Gorriarán Merlo y Hugo Irurzún alias "Capitán Santiago", viajó a Paraguay para asesinar al general Anastasio Somoza, que se encontraba exiliado, constantemente escoltado y disfrutando de los lujos obtenidos a costa del sudor y sangre de miles de Nicaraguénses. Luego de un intenso trabajo de inteligencia, lograron detectar el vehículo y así fue que Irurzún, con una bazuca efectuó el primer disparo que fracasó por un fallo en el artefacto al no poder lanzarse el proyectil. Ante esta situación, Gorriaran Merlo comenzó una ráfaga de disparos con una M-16, acribillando el vehículo que transportaba a Somoza y logrando inmovilizarlo en medio de la vía pública. Irurzún efectuó un segundo disparo de misil que dio en el blanco, acabando con la vida del ex dictador. Este hecho fue festejado en Nicaragua, cuando se realizó la identificación de los cuerpos se pudo identificar a Somoza por el bigote, esto levanto vuelo en el folclore popular nicaragüense por el ajusticiamiento de Somoza en la frase "solo quedo el bigote". En cambio durante la operación, hubo una baja importante que fue la de Irurzún, que fue capturado el 19 de septiembre de 1980 por la Policía Paraguaya para posteriormente, ser torturado y asesinado en Asunción ese mismo día.
Actualmente en la ciudad de Managua, hay una biblioteca que lleva el nombre de Gorriaran Merlo, en homenaje a su participación en Nicaragua. Posteriormente, algunos miembros del PRT-ERP, se quedaron trabajando en labores comunitarias, políticas, policía, etc. Otros miembros del ERP, partieron hacia Argelia donde tuvieron una conexión con el pueblo Saharaui (estos tenían una admiración por el trabajo del PRT-ERP en Argentina), para desempeñarse como operantes técnicos en lo que fue al mismo tiempo, el acercamiento de muchos movimientos sociales de todo el mundo que se solidarizaron con Argelia, históricamente reprimida y saqueada por Francia. Por otro lado Gorriaran Merlo junto a otros guerrilleros, retornaron hacia Argentina en 1982 y se ubicaría en los montes jujeños, para realizar una contraofensiva a la dictadura. Pero por el contexto de la Guerra de Malvinas, no bajaron del monte y realizaron un cese a las operaciones, el ERP durante todo este transcurso del paso por Nicaragua se disolvería y se creó el MTP por parte de una facción, que desembocaría en copamiento del cuartel de La Tablada en 1989.

## Documentales
Existen varias producciones documentales acerca de la historia del PRT-ERP. Una de ellas se titula "Errepé" de Gabriel Corvi y Gustavo de Jesús. Canal Encuentro también ha abordado la temática en El ERP y Operativo Independencia. Otros documentales destacados fueron Gaviotas Blindadas, donde hasta llegan a mencionar el paso del ERP por Nicaragua y Argelia. "Compañía de monte, "Santucho todavía", "El Azúcar y la Sangre - La Guerrilla Rural en Tucumán", entre otros.